# Aleksiej Fedczenko
Aleksiej Pawłowicz Fedczenko (ros. Алексей Павлович Федченко, ur. 7 lutego?/19 lutego 1844 w Irkucku, zm. 15 września 1873 w Chamonix-Mont-Blanc) – rosyjski przyrodnik, podróżnik i badacz Azji Środkowej.
Urodził się w Irkucku, chociaż rodzina jego pochodziła z Ukrainy (na Syberię przeniósł się już jego dziadek). Ojciec Aleksieja był właścicielem kopalni złota, ale zbankrutował i umierając pozostawił w ciężkiej sytuacji materialnej żonę z dwójką dzieci. Aleksiej uczęszczał do gimnazjum w rodzinnym mieście. Następnie kontynuował edukację na Wydziale Fizyczno-Matematycznym Uniwersytetu Moskiewskiego. W 1864 roku dwudziestoletni Fedczenko ukończył studia uzyskując stopień kandydata nauk. Zmuszony do zarabiania na życie podjął pracę nauczyciela przyrody. Po dwóch latach uzyskał posadę pomocnika inspektora studentów moskiewskiego uniwersytetu, co pozwoliło mu na korzystanie z uniwersyteckich pracowni i zbiorów. W 1867 ożenił się z Olgą Aleksandrowną Armfeld, córką profesora uniwersytetu. Olga była wierną towarzyszką życia i wypraw Fedczenki. Zajmowała się botaniką, gromadząc podczas podróży szereg zielników. Wykonała również wiele rysunków, wykorzystanych później przez jej męża w jego publikacjach.
W lipcu 1867 małżonkowie wyjechali w podróż po Finlandii i Szwecji. W 1868 Fedczenko został wysłany przez Towarzystwo Miłośników Przyrody w podróż studyjną do Austrii i Włoch. Zamieszkał w Neapolu, gdzie spotkał swego przyjaciela z czasów uniwersyteckich, entomologa i podróżnika Wasilija Fiodorowicza Oszanina. Tu, nad brzegiem Zatoki Neapolitańskiej, pod kierunkiem sławnego niemieckiego zoologa i parazytologa Rudolfa Leuckarta utworzyli pierwszą w regionie badawczą stację biologiczną. Jeszcze w tym samym 1868 wyruszył w podróż do Azji Środkowej. W 1869 z Taszkentu przez Syr-darię dotarł do Samarkandy. Wiosna 1870 przeszedł Góry Turkiestańskie i badał Góry Zarafszańskie, gdzie dotarł do jeziora Iskander-kul, zaś wiosną roku następnego penetrował wschodnią część pustyni Kyzył-kum. Jeszcze w tym samym 1871 wyruszył do Kokandu, zajrzał w Góry Ałajskie i zbadał Kotlinę Fergańską. Z przełęczy Tengizbaj, położonej w Górach Ałajskich, ujrzał po drugiej stronie Doliny Ałajskiej potężny szczyt, który po raz pierwszy opisał i nazwał Szczytem Kaufmana (dzisiejszy Szczyt Lenina).
Po powrocie do Moskwy wyruszył wkrótce do Europy, by prowadzić badania nad budową geologiczną i lodowcami Alp. Zginął z wycieńczenia i zimna, opuszczony przez swoich dwóch niedoświadczonych przewodników, podczas wyprawy na jeden z lodowców masywu Mont Blanc, w wieku 29 lat. Został pochowany na angielskim cmentarzu w Samoëns.
Zapiski Fedczenki z jego azjatyckich wypraw zostały wydane drukiem po jego śmierci w trzech tomach. Na cześć przyrodnika Lodowcem Fedczenki został nazwany największy lodowiec w Pamirze. Nazwiskiem Fedczenki została również nazwana jedna z asteroid ((3195) Fedchenko).
Fedczenko jako przyrodnik i parazytolog opisał cykl życiowy robaka medyńskiego – podskórnego nitkowca, wywołującego drakunkulozę.